# Ambulyx obliterata
Ambulyx obliterata är en fjärilsart som beskrevs av Rothschild 1920. Ambulyx obliterata ingår i släktet Ambulyx och familjen svärmare. Inga underarter finns listade i Catalogue of Life.

## Bildgalleri

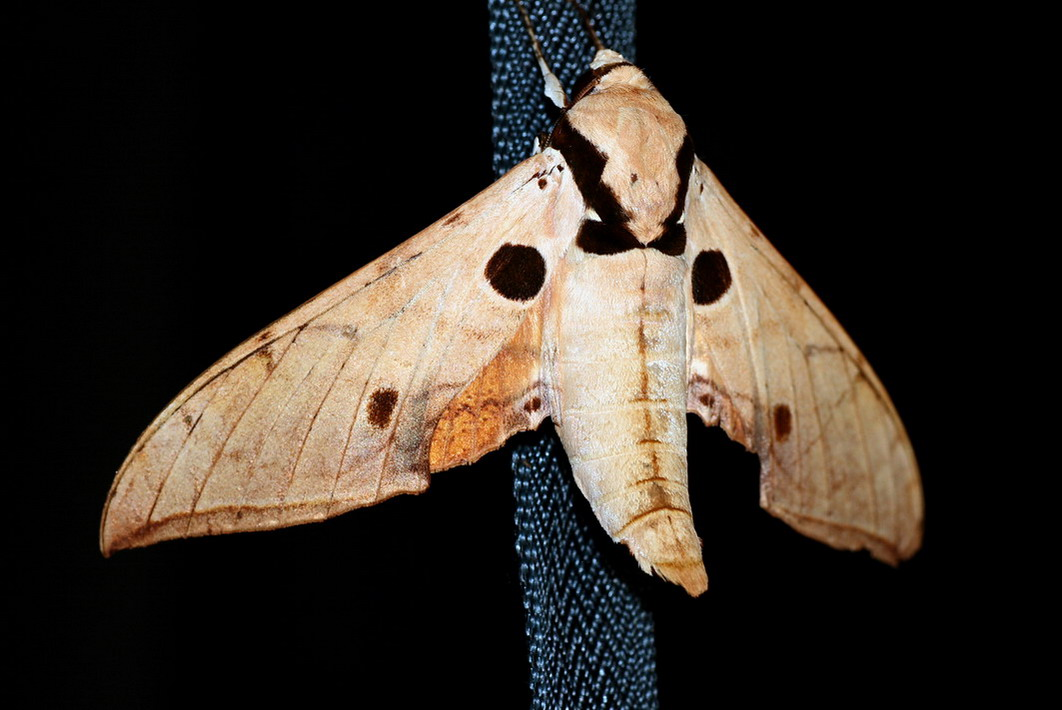
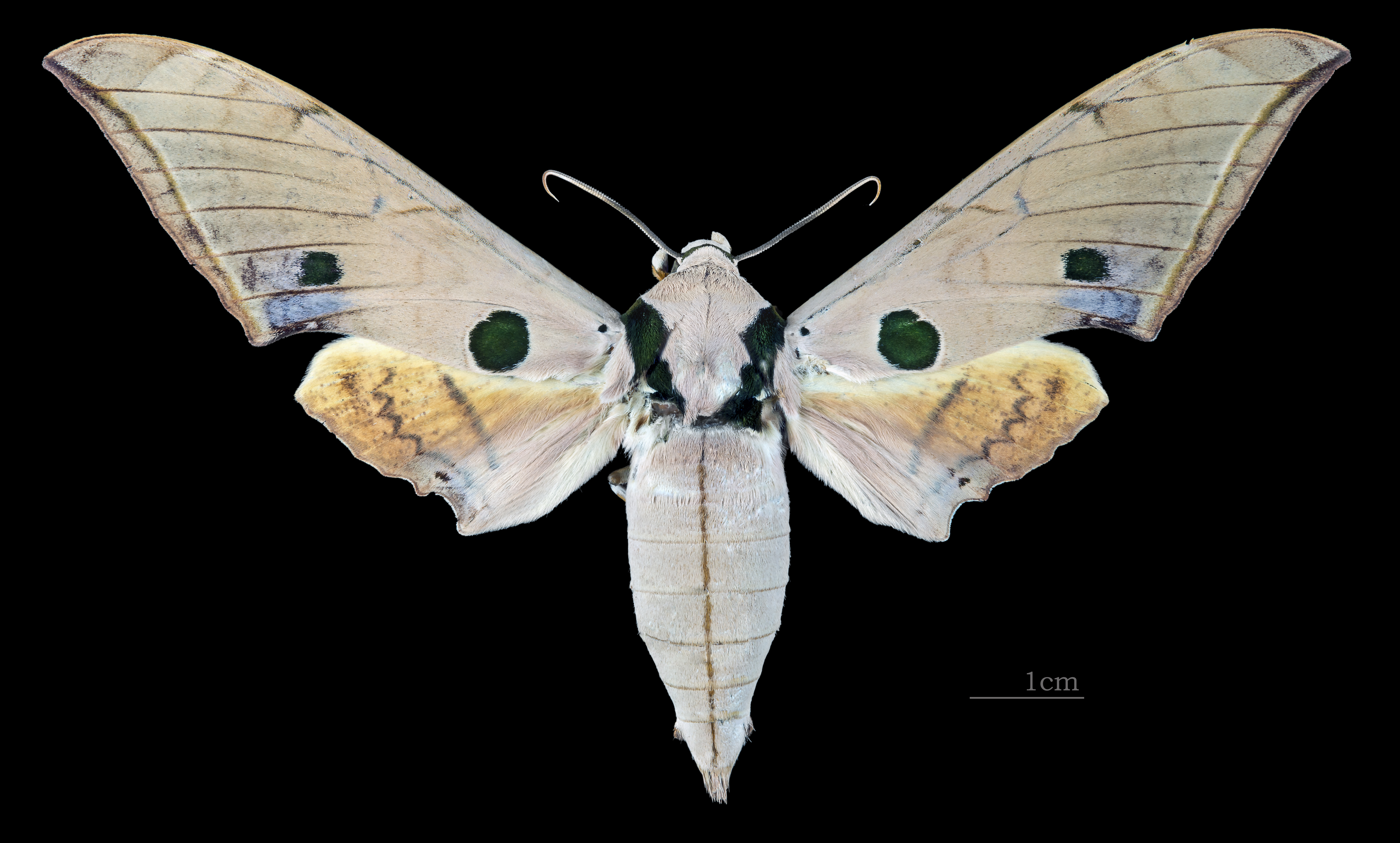
Ambulyx obliterata ♂
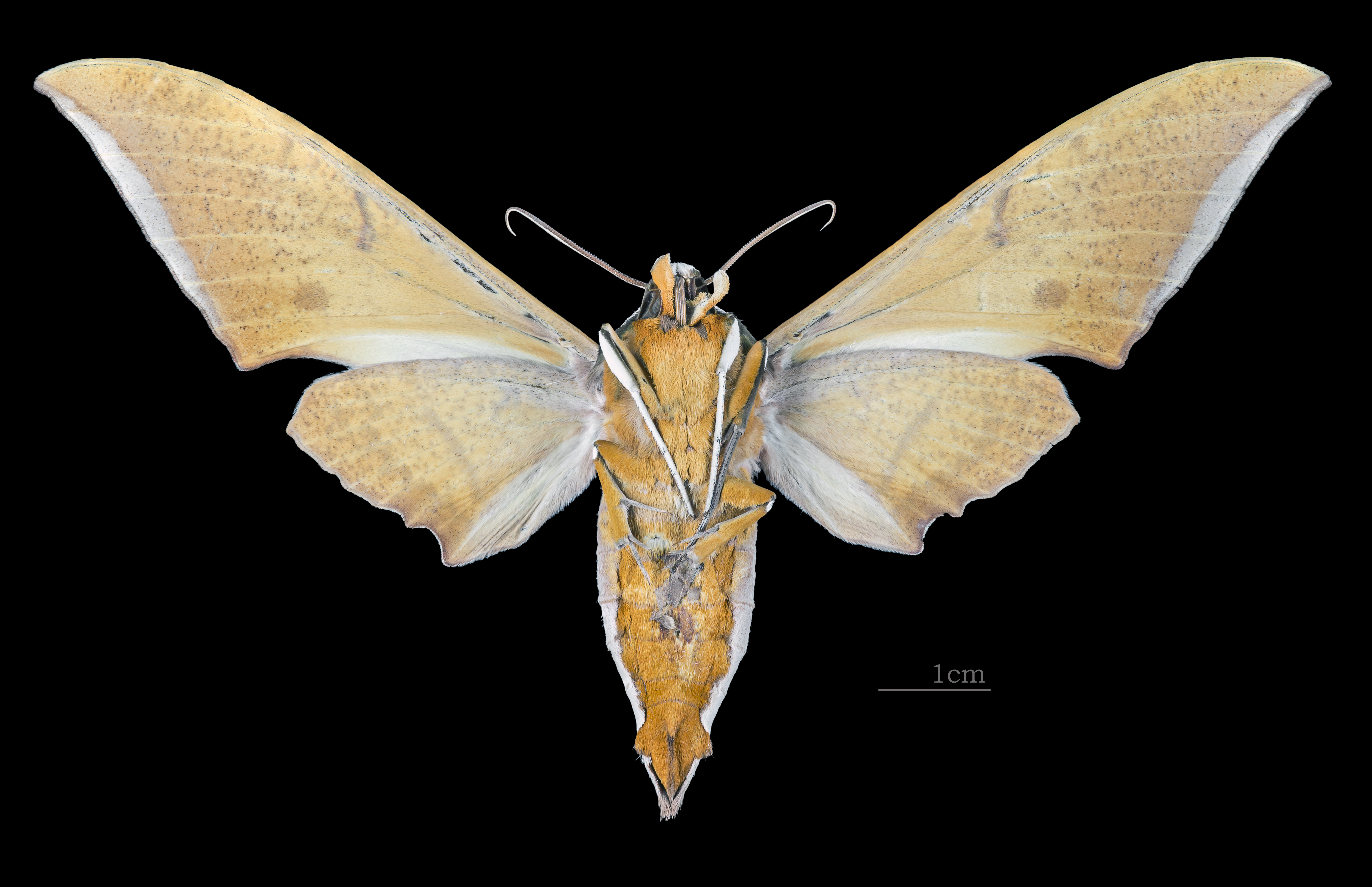
Ambulyx obliterata ♂  △